# Italie au Concours Eurovision de la chanson 1974
L'Italie a participé au Concours Eurovision de la chanson 1974, le 6 avril 1974 à Brighton (Angleterre) au Royaume-Uni. C'est la 19e participation italienne au Concours Eurovision de la chanson.
Le pays est représenté par la chanteuse Gigliola Cinquetti et la chanson Sì, sélectionnées en interne par la Radiotelevisione Italiana (RAI).

## Sélection interne
Le radiodiffuseur italien, Radiotelevisione Italiana (RAI), choisit l'artiste et la chanson en interne pour représenter l'Italie au Concours Eurovision de la chanson 1974.
Lors de cette sélection, c'est la chanson Sì, écrite et composée par Mario Panzeri, Daniele Pace, Lorenzo Pilat, Corrado Conti et interprétée par Gigliola Cinquetti, qui fut choisie avec Gianfranco Monaldi (it) comme chef d'orchestre.
| Ordre | Interprète         | Chanson | Langue  |
| ----- | ------------------ | ------- | ------- |
| 1     | Gigliola Cinquetti | Sì      | Italien |

## À l'Eurovision
Chaque pays a un jury de dix personnes. Chaque membre du jury peut donner un point à sa chanson préférée.

### Points attribués par l'Italie
| 3 points | Royaume-Uni Israël     |
| 2 point  | Luxembourg Yougoslavie |

### Points attribués à l'Italie
| 10 points     | 9 points | 8 points | 7 points             | 6 points                                              |
| ------------- | -------- | -------- | -------------------- | ----------------------------------------------------- |
|               |          |          |                      |                                                       |
| 5 points      | 4 points | 3 points | 2 points             | 1 point                                               |
| - Royaume-Uni | - Monaco |          | - Espagne - Finlande | - Belgique - Irlande - Israël - Luxembourg - Portugal |

Gigliola Cinquetti interprète Sì en 17e et dernière position, après le Portugal. Au terme du vote final, l'Italie termine 2e sur 17 pays avec 18 points.